# Réseau Centre-Europe des pipelines
- Réseau partiel du CEPS

Le Réseau Centre-Europe des pipelines (Central Europe Pipeline System en anglais) ou CEPS est, avec ses 5 314 km de pipelines, le plus important réseau d'oléoducs de l'OTAN. Ce réseau est implanté en France, en Allemagne, en Belgique, aux Pays-Bas et au Luxembourg , pays membres de l'OTAN et ici pays hôtes. Les États-Unis font également partie de cette organisation. Le Royaume-Uni s'en est retiré en 2002  et le Canada a fait de même le 31 décembre 2006.

## Mission
Le CEPS a été créé pour des raisons de logistique militaire afin d'alimenter en carburant différents aéronefs et véhicules terrestres des forces armées des nations centre-européennes membres de l’OTAN. Financé en 1958 par le programme d'infrastructure commune de l'OTAN, son utilisation à des fins civiles a été autorisée dès 1959 avec une clause de priorité militaire. 
Depuis 2017, le CEPS alimente en carburant, entre autres, les aéroports d'Amsterdam (Schiphol), Bruxelles, Francfort, Luxembourg, Cologne, Bâle et Zurich. En 2016, avec quelque 12 millions de m3 livrés, les recettes tirées des activités non militaires ont permis de réduire sensiblement le coût du CEPS pour les six pays membres.

## Histoire
La construction du réseau CEPS a commencé à la fin des années 1950. Dans les années 1960, avec de nouvelles lignes et terminaux, il s'est progressivement étendu en se ramifiant en Allemagne de l'Ouest pour ravitailler les forces de l'OTAN dont celles des États-Unis.
Dans les années 1980, l'oleoduc a été attaqué à plusieurs reprises par des organisations terroristes. Le 11 décembre 1984, les Cellules communistes combattantes - une organisation terroriste communiste belge - perpètre cinq attentats à la bombe contre l'oléoduc et une autre le 6 décembre 1985, tandis qu'un groupe français faisait exploser une bombe au centre informatique de gestion des oléoducs à Versailles,. Plus tôt cette même année, en avril 1985, un attentat à la bombe a été perpétré en Allemagne de l'Ouest par les sympathisants de la Fraction armée rouge.
La fin de la guerre froide en 1989 a donné le premier signe du démantèlement des installations excédentaires qui furent désactivées durant la seconde moitié des années 1990. Les besoins militaires en continuelle décroissance et le besoin d’une optimisation des capacités du réseau conduisirent à un deuxième puis un troisième plan de rationalisation/neutralisation. Une partie du réseau a été cédée à des entreprises civiles.

## Un maillon du réseau de pipelines de l’OTAN
À partir de 1958, le réseau de pipelines de l'OTAN pour l'approvisionnement de ses moyens militaires se met en place, il comporte un total de dix réseaux, dont le réseau Centre-Europe des pipelines.
En 1970, il est long d'environ 10 000 kilomètres  et offre une capacité de stockage de 2 millions de mètres cubes.
En 2011, il comptait 11 500 km de pipelines traversant treize pays auquel il faut ajouter les dépôts connexes, les bases aériennes raccordées, les aéroports civils, les stations de pompage, les raffineries et les points d’entrée.
En 2017, il est long d’environ 10 000 kilomètres, traverse douze pays de l’OTAN et offre une capacité de stockage de 4,1 millions de mètres cubes.

## Généralités
Le réseau Centre-Europe des pipelines est le réseau d’oléoducs multi-produits transfrontalier le plus long de l’OTAN. Il traverse les pays hôtes que sont l’Allemagne, la Belgique, la France, le Luxembourg et les Pays-Bas. En 2017 il s’étend sur 5 314 km par des lignes allant d'un diamètre de 6 à 12 pouces (15 à 30 centimètres). Ces lignes relient 29 dépôts militaires et 6 dépôts non-OTAN (utilisés à des fins civiles), offrant une capacité totale de stockage de 1,2 million de mètres cubes.
Dès sa création le CEPS a été doté de deux organes directeurs : le Bureau Centre‑Europe des pipelines (CEPO) et le Comité de gestion Centre‑Europe des pipelines (CEPPC) et d'un organe exécutif l'Agence Centre‑Europe d'exploitation (CEOA). Cette agence civile était implantée initialement à Paris, au palais de Chaillot (siège politique de l’OTAN depuis 1952), puis a été transférée au 11 bis, avenue général Pershing à Versailles en Île-de-France, où ses nouveaux locaux furent inaugurés officiellement le 16 juin 1959 par le secrétaire général de l’OTAN, qui était alors Paul-Henri Spaak. Ce réseau n'a pas été affecté par le retrait de la France du commandement intégré en 1967.
Aux côtés des cinq nations hôtes du réseau, les États-Unis, membre du programme CEPS en tant qu’utilisateur militaire (user nation), sont le plus gros utilisateur à destination du Commandement des forces des États-Unis en Europe, plus particulièrement aux bases aériennes de Ramstein et Spangdahlem en Allemagne.
En plus de l’approvisionnement en vrac de la clientèle militaire en produits pétroliers, la clientèle civile a recours au CEPS. Cette tendance est très marquée depuis 1989, date de la chute du mur de Berlin. Si les forces armées sont les premiers destinataires, elles utilisent moins de 10 % des carburants en temps de paix et les 90 % restant sont destinés à des clients civils.
En 1997, le Conseil de l'Atlantique nord a entériné la nouvelle charte de la CEPMO, approuvée par les deux organes directeurs. Cette charte définissait la structure et les responsabilités de la nouvelle organisation de gestion du CEPS : la CEPMO, qui était constituée d’un comité de direction unique et d'une agence : la CEPMA. La CEPMA et les organisations nationales employaient à cette date 1 486 personnels civils et militaires. Son réseau de 6 600 km environ, était connecté à 57 bases aériennes et disposait de 64 dépôts d'une capacité de stockage de deux millions de mètres cubes.
En 2008, le réseau employait 920 personnes, son réseau faisait 5 120 km de long au départ de cinq ports (Rotterdam, Anvers, Gand, Le Havre et Marseille/Fos/Lavera, le CEPS était connecté à 28 bases aériennes et six aéroports internationaux (Amsterdam, Liège, Bruxelles, Köln/Bonn, Francfort et Luxembourg), il disposait alors de 34 dépôts de l’OTAN et 5 non-OTAN offrant une capacité de stockage de 1,3 million de m3 et il a transporté 13 millions de m3 de produits pétroliers sur une distance moyenne de 360 km.
Le 1er juillet 2012, la nouvelle agence OTAN de soutien a été créée par la fusion des trois organisations : l’agence OTAN d'entretien et d'approvisionnement (NAMSA), l’agence OTAN de gestion du transport aérien (NAMA) et l'agence de gestion des oléoducs en Centre‑Europe (CEPMA). 
En avril 2015, l’agence OTAN de soutien est devenue l’agence OTAN de soutien et d’acquisition (NSPA).

### Allemagne
La gestion du CEPS en Allemagne (et du NEPS (North European Pipeline System) entre le Danemark et le nord du pays) est à l'origine confiée à l'entreprise publique Industrieverwaltungsgesellschaft (IVG, se traduit par Société de gestion industrielle) et gérée par sa filiale « Fernleitungs-Betriebs-Gesellschaft » (FBG) - qui a son siège à Bad Godesberg. Une autre filiale, « Vereinigte Tanklager und Transportmittel GmbH » (VTG) s'occupait des wagons-citernes pour le transport ferroviaire. Seule FBG a conservé sa position de société fédérale et est désormais responsable du transport et du stockage des carburants.
Le dernier tronçon a été terminé trente ans après le début du programme le 21 octobre 2008 avec la mise en service de 80 km de pipeline d'Aalen à Leipheim.
L'objectif d'origine du CEPS était d'alimenter en carburant les unités militaires des divers pays de l'OTAN stationnant en Allemagne de l'Ouest face à leurs homologues du Pacte de Varsovie de l'autre coté du rideau de fer.
La réduction de la Bundeswehr après la fin de la guerre froide, mais en particulier la réduction de la présence des forces de l'OTAN depuis les années 1990, a entraîné une baisse significative des besoins militaires. Sous la responsabilité de la FBG en 2016 se trouve le matériel suivant (chiffres de 1993 entre parenthèses):
- 14 parcs de stockage (31) ;
- 22 pompes haute pression (50) ;
- environ 1 750 km de canalisations souterraines (3 026) ;
- 11 stations essence (31) ;
- 2 systèmes de remplissage de wagons-citernes (3).

### Belgique
La Belgian Pipeline Organisation (BPO) est l’organisation nationale belge ; elle fut créée à la suite de la fusion de la 4e division belge des oléoducs de l'OTAN et de l’ANPL (Agence nationale des pipelines) en juin 2006. À la suite d’un accord de coopération belgo-luxembourgeois, la BPO est également responsable de la zone CEPS sur le territoire du grand-duché de Luxembourg.
À la fin de 2015, le tableau organique de la BPO compte 215 postes, dont 162 sont à charge du budget international de fonctionnement du CEPS (en 1990 ces chiffres étaient respectivement 330 et un peu plus de 200 personnes). Environ les deux tiers de l’effectif se trouve au siège central à Louvain.
Le Belgian Pipeline Organisation surveille depuis sa salle de contrôle de Louvain, en 2011, 800 km de conduites enterrées (diamètres variant de 4 à 12 pouces, dotées d’une capacité de transport comprise entre 25 et 520 m3/h), 14 stations de pompage haute pression et cinq dépôts d’une capacité totale d’environ 100 000 m3.
L’évolution des quantités pompées par an exprimées en mètres cubes kilomètres (m3·km) au sein de la zone de responsabilité de la BPO, indique une forte augmentation des activités de transport entre les années 1980 et 2000 :
- 1980 : 220 000 000 m3 km ;
- 1990 : 300 000 000 m3 km ;
- 1995 : 600 000 000 m3 km ;
- 2000 : 678 000 000 m3 km.

En 2006, le cap du milliard de m3·km a été franchi pour se stabiliser par la suite aux alentours de 1,15 milliard de m3·km par an.

### Canada
Le Canada, avant son retrait fin 2006, possédait et stockait 10 000 mètres cubes de carburant aviation dans le réseau ; de plus, il possédait et fournissait 5 717 mètres cubes constituant sa part du contenu de ligne nécessaire à l’exploitation du réseau. Le carburant canadien représentait environ 1,6 % de la capacité totale du CEPS.
Il participait au financement à hauteur de 2,063 % et a payé entre 2005 et 2010 un total de 3,8 millions de dollars canadiens.

### France
La partie française est appelée oléoducs de défense commune en France (ODCF) ou nommée, au singulier, oléoduc de défense commune (ODC). Le réseau est supervisé par le Service national des oléoducs interalliés (SNOI) dirigé par un ingénieur général de 2e classe. Son exploitation effective est confiée à la société Trapil avec, en 2013, un effectif de 261 personnes au CEPS.
À sa création forte de trois divisions (les DODC 1 à 3), depuis 2007 elle n'en compte plus qu'une seule avec son centre à Champforgeuil  (Saône et Loire). Elle comprend quatre régions : nord (siège à Cambrai), est (siège à Phalsbourg), centre (siège à Langres), sud (siège à Fos-sur-Mer).
Elle compte en 2013 : 2 260 km de canalisations, 35 stations de pompage haute pression et 14 dépôts pétroliers d'une capacité de stockage de 510 000 m3 (82 réservoirs de capacité unitaire allant de 2 700 à 10 700 m3), y compris les 170 000 m3 loués à la SAGESS. 
Entre 2009 et 2015 l'ODC a transporté annuellement de 1 571 à 1 980 MT.km, soit environ 20 % du trafic des produits par oléoduc en France.
Elle assure en France métropolitaine environ la moitié des approvisionnements en produits pétroliers nécessaires aux Forces armées françaises, via les établissements du Service des essences des armées (SEA) qui lui sont rattachés, à savoir (en 2013) :
- trois dépôts d'infrastructure : Orges, Bouy, Hesse (Moselle) ;
- cinq dépôts essence air installés sur bases aériennes : Nancy-Ochey, St-Dizier, Istres, Orange et Luxeuil.

Le point d'entrée ouest du CEPS se situe au Grand Port Maritime du Havre. S'y ajoute : les raccordements au terminal pétrolier de Fos-sur-Mer er de Dunkerque, des liaisons avec les autres divisions du CEPS, les raccordements à la plupart des raffineries françaises et les interconnexions avec les pipelines civils : Le Havre-Paris (LHP) de la société Trapil, Donges-Melun-Metz (DMM) de la société française Donges-Metz (SFDM). 

#### Historique
En même temps que l'exploitation de son propre réseau civil (LHP), la société française Trapil a reçu pour mission d'étudier et de construire entre 1953 et 1962, puis d'exploiter et de gérer « par ordre et pour le compte de l'État » :
- les infrastructures du réseau des ODC[24], réseau français des oléoducs en Centre-Europe de l'OTAN ;
- le pipeline Donges-Melun-Metz (DMM), conçu pour répondre aux préoccupations militaires de l'immédiat après-guerre ; à l'origine propriété de l'armée américaine. Le DMM a été rétrocédé en 1967 à l'État français, qui en a alors confié l'exploitation à Trapil, y compris pour une utilisation civile.

En 1970, elle comprend 2 179 km de pipeline, 17 dépôts de stockage avec une capacité de 4 218 000 barils (690 314 m3) et six installations de déchargement de navires-citernes. Les divisions 1 et 3 sont gérées pour le compte du Gouvernement français par la société Trapil et la division 2 est dirigée par du personnel militaire.
Un désaccord entre les États-Unis et la France entraîna, à effet du 31 août 1993, la cessation des activités de transport et de stockage et la cession à la France des installations du système DMM. À la suite d'un appel d'offres, le 1er octobre 1994, l'État français a concédé l'exploitation du DMM à la Société française du Donges-Metz (SFDM), filiale de Bolloré Énergies et créée à cet effet. Le 28 février 1995 un contrat délégua l'exploitation à Trapil. Il a ensuite été dénoncé et depuis le 1er janvier 1999 SFDM exploite seul ce réseau.

### Pays-Bas
Les Pays-Bas ont confié l’exécution des tâches du CEPS sur son territoire à la « Defensie Pijpleiding Organisatie » (DPO) ayant ses bureaux au ministère de la Défense néerlandais à La Haye.
En 2017, le réseau dont les opérations débutent en 1957 fait environ 550 km et son diamètre est de 12,5 à 30 cm, la pression est de 80 bars et il peut transporter 550 m3 par heure. Son point d'entrée est à cette date à Europoort Botlek dans le port de Rotterdam et ses stations de pompage sont à Pernis (Rotterdam), Klaphek à Nieuwegein et Markelo.
Il relie les principales bases aériennes de la Force aérienne royale néerlandaise : la base aérienne Volkel-Uden, l'aéroport d'Eindhoven, et la base aérienne de Gilze-Rijen (en), celle de la base aérienne de Leeuwarden l’étant par mer, ainsi que l'aéroport international d'Amsterdam-Schiphol;
Il faisait, en 2014, 600 km et son point d'entrée était alors Botlek, il alimentait également Soesterberg Air Base jusqu’à sa fermeture en 2008.